# Rapture of the Deep
Rapture of the Deep este al 18-lea album de studio al trupei Engleze de hard rock Deep Purple, lansat în noiembrie 2005. Momentan (aprilie 2010) este cel mai recent album al formației. 

## Tracklist
1. "Money Talks" (5:32)
2. "Girls Like That" (4:02)
3. "Wrong Man" (4:53)
4. "Rapture of the Deep" (5:55)
5. "Clearly Quite Absurd" (5:25)
6. "Don't Let Go" (4:33)
7. "Back to Back" (4:04)
8. "Kiss Tomorrow Goodbye" (4:19)
9. "Junkyard Blues" (5:33)
10. "Before Time Began" (6:30)

- Toate cântecele au fost scrise de Ian Gillan, Steve Morse, Roger Glover, Don Airey și Ian Paice.

## Componență
- Ian Gillan - voce și voce de fundal
- Steve Morse - chitară
- Don Airey - claviaturi
- Roger Glover - bas
- Ian Paice - tobe